# Dnepr (motocicli)

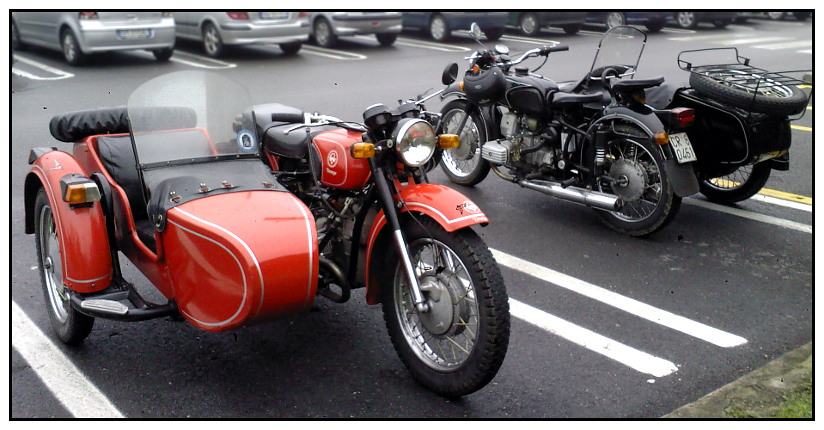
Una Dnepr MT-10 del 1978 (in primo piano) e una MT-16 del 1998

Dnepr (nome commerciale della Київський Мотоциклетний Завод КМЗ, traslitterato in Kyivskyi Mototsykletnyi Zavod KMZ, cioè Fabbrica Motociclette Kiev) è una casa motociclistica ucraina che era fiorente ai tempi dell'Unione Sovietica.

## Storia
La produzione inizia nel 1946 con il modello Kievlyanin, una motoleggera a due tempi di 98 cm³ simile alla tedesca Sachs. Nel 1951 viene presentata la prima bicilindrica, la M-72, praticamente identica alla Ural con la stessa sigla: monta un motore boxer da 750 cm³ a valvole laterali da circa 22 CV ed è fortemente ispirata alle BMW d'anteguerra. 
Poi è il turno della K-750 che sarà prodotta (esclusivamente come sidecar) fino al 1970, anche in versione militare (K-750M). La Dnepr si specializza nei sidecar e la produzione (indirizzata quasi esclusivamente a soddisfare la domanda all'interno dell'URSS e degli stati satelliti) continua a crescere, fino a raggiungere negli anni settanta la notevole cifra di 140.000 moto l'anno.
Nel 1971 nascono i nuovi modelli a valvole in testa da 650 cm³: il primo è il modello MT-9 al quale seguiranno MT-10 (con impianto elettrico a 12 Volt), MT-11 e MT-16 (con trazione anche sulla ruota del carrozzino e differenziale). A differenza delle Ural dello stesso periodo e di pari cubatura, la Dnepr monta cilindri in alluminio e ha il cambio di tipo semi-automatico.
Nella produzione di serie la KMZ è decisamente conservatrice, ma nei prototipi e nei progetti degli anni 70 dimostra una vitalità non comune per un'azienda sovietica.
Tra il 1971 e il 1974 produce sei esemplari di sidecar da corsa con motore a cilindri contrapposti da 100 cavalli/litro e velocità nell'ordine dei 200 km/h. Poco dopo vedranno la luce anche dei prototipi con motore Wankel realizzati a Serpuchov in collaborazione con la Vniimotoprom (Istituto scientifico per la produzione motociclistica) ma il progetto sarà abbandonato in fretta.
La fabbrica viene chiusa nel 2011, ma la ditta a Kiev esiste ancora anche se ormai si occupa solo della produzione di alcuni ricambi e accessori. Gli ultimi 200 sidecar prodotti, equipaggiati con telai usati ripristinati, sono stati venduti sul mercato cubano. Il sito produttivo è oggi in fase di smantellamento.

## Principali modelli Dnepr
- Dnepr M-72
- Dnepr K-750
- Dnepr MT-9
- Dnepr MT-10
- Dnepr MT-11
- Dnepr MT-12
- Dnepr MT-16